# أحمد رضا عابد زاده
أحمد رضا عابد زاده (بالفارسية: احمدرضا عابدزاده)، مواليد 25 مايو 1966، لاعب إيراني معتزل، وكان مركزه حارس مرمى، لعب مع أندية إيرانية عديدة منها نادي برسبوليس ونادي سباهان أصفهان، عمل مدرب حراس مرمى لعدة أندية منها نادي راه آهن.

## الروابط الخارجية
- أحمد رضا عابد زاده على موقع IMDb (الإنجليزية)

- أحمد رضا عابد زاده على موقع الاتحاد الدولي (مؤرشف)  (الإنجليزية)
- أحمد رضا عابد زاده على موقع قاعدة بيانات كرة القدم.إي يو (الإنجليزية)
- أحمد رضا عابد زاده على موقع ناشيونال فوتبول تيمز (الإنجليزية)